# ジェイコブ・ベリー
ジェイコブ・ベリー（Jacob Berry, 2001年5月5日 - ）は、アメリカ合衆国アリゾナ州クィーンクリーク出身のプロ野球選手（三塁手、外野手）。右投両打。MLBのマイアミ・マーリンズ傘下所属。

## 経歴
アリゾナ大学に進学し、1年目の2021年は主に指名打者として63試合に出場して打率.352、17本塁打、70打点の成績を記録。パシフィック12カンファレンスのオールカンファレンスチーム、大学野球アメリカ代表に選出された。同年オフに監督のジェイ・ジョンソンがルイジアナ州立大学へ転勤になり、自身もそれを追って同大学へ転校した。

## 家族
父親のペリーは元プロ野球選手で、ヒューストン・アストロズ傘下で4年間プレーした。